# Danielle Steel : Naissances

Danielle Steel : Naissances (Mixed Blessings) est un téléfilm américain réalisé par Bethany Rooney et diffusé le 11 décembre 1995.

## Synopsis
Trois couples sont confrontés à des incertitudes et à des difficultés pour concevoir une famille : Brad et Pilar sont un peu trop âgés. Andy et Diana ont un problème de stérilité à la suite d'une infection causée par un stérilet. Charlie et Barbara ne sont pas d'accord quant au bon moment pour concevoir un enfant.

## Fiche technique
- Titre original : Mixed Blessings
- Réalisation : Bethany Rooney
- Scénario : L. Virginia Browne, Rebecca Soladay, Danielle Steel
- Musique : Mark Snow
- Durée : 96 minutes
- Pays :  États-Unis

## Distribution
- Gabrielle Carteris : Diana Goode Douglas
- Bruce Greenwood : Andy Douglas
- Scott Baio : Charlie Winwood
- Julie Condra : Barbara Elizabeth Chandler
- Alexandra Paul : Beth
- James Naughton : Brad Coleman
- Bess Armstrong : Pilar Graham Coleman
- Bruce Weitz : Docteur
- Barbara Tyson : Gayle
- Janne Mortil : Nancy
- Ocean Hellman : Sam
- Nina Roman : Laura
- Lesley Ewen : Marina
- Michelle Beaudoin : Jane
- Sarah Strange : Wanda
- Justine Diewold : Annie
- Michael Brock : Bernie
- Michael Cram : Edward